# Skniłów (stacja kolejowa)
Skniłów (ukr. Скнилів, ros. Скнилов) – stacja kolejowa we Lwowie, w obwodzie lwowskim, na Ukrainie. Zlokalizowana jest w pobliżu portu lotniczego Lwów.
Istniała przed II wojną światową.
W 2019 roku prezes Kolei Ukraińskich zapowiedział na 2020 rok doprowadzenie normalnotorowego toru od granicy polsko-ukraińskiej w Mościskach II do stacji Skniłów. W 2023 roku poinformowano o zakończeniu projektowania linii normalnotorowej oraz zapowiedziano realizację prac budowlanych na 2024 rok. Na stacji planowane jest wybudowanie nowego dworca nastawionego na obsługę ruchu z Polski oraz terminalu logistycznego do 2026 roku.